# Charisella elongata
Charisella elongata är en havsanemonart som beskrevs av Oscar Henrik Carlgren 1949. Charisella elongata ingår i släktet Charisella och familjen Condylanthidae. Inga underarter finns listade i Catalogue of Life.